# Luc Dupont
 (mars 2018).
Luc Dupont, né 1952, est un homme politique belge flamand, membre du CD&V.

## Biographie
Luc Dupont fait des études de droit et de la criminologie à la KU Leuven et du notariat à l'Université catholique de Louvain et travaille comme avocat. 
En 1983, il devient conseiller communal de Renaix, dans la province de Flandre-Orientale. Il est échevin de la ville de 1988 à 2000 puis bourgmestre de 2001 à 2022.